# 雷薩霍拉 (伊凡諾-法蘭科夫斯克州)
48°54′20″N 25°4′57″E / 48.90556°N 25.08250°E
雷薩霍拉（羅馬化：Lysa Hora）是烏克蘭西部的村莊，隸屬伊萬諾-弗蘭科夫斯克州的伊萬諾-弗蘭科夫斯克區。該村面積4.68平方公里，海拔高度307米，2001年人口294，人口密度每平方公里62.8人。